# White Deer, Texas
White Deer là một thị trấn thuộc quận Carson, tiểu bang Texas, Hoa Kỳ. Năm 2010, dân số của thị trấn này là 1000 người.

## Dân số
- Dân số năm 2000: 1060 người.
- Dân số năm 2010: 1000 người.